# 電子健康紀錄
電子健康紀錄，又称为电子健康档案，简称，是電子化的個人健康紀錄（病歷、心電圖、醫療影像等），電子健康紀錄可以經由電腦或網路存取，可以包含現今與過去個人的健康資訊。除此之外，電子健康紀錄也能夠包括醫學相關的參照資料、醫療處置、藥物使用、人口統計資料、其他與非醫療的管理資料等等。然而，一個理想的電子健康紀錄系統，現今還沒有一個軟體或是供應商所能夠建置出來。

## 術語
電子健康記錄(EHR)，電子患者記錄(EPR)和電子醫療記錄(EMR)經常混用，但三者各自有明確的定義。作為一個新近概念，電子健康記錄是指患者或群體電子健康信息的縱向集合；而電子醫療記錄則是醫院或醫療場所創建的患者檔案，可作為電子健康記錄的數據源。個人健康記錄(PHR)則是記錄個人醫療數據的電子應用程式。

## 現今使用中的病歷（電子與非電子）
現今有許多電子化的病患照護紀錄相關的定義，而且彼此之間都有相互重疊的部份。電子健康記錄或是電子病歷這兩個名詞，現在都已經被廣泛的使用，而且在一般情況下，這兩個名詞可以代表同義。然而，在醫學資訊學與病歷相關的組織中，這兩者仍有差異。

### （紙本）醫療紀錄
病歷一般可代表為個人的健康記錄與報告文件，更精簡的說，是記錄個人健康資訊的紙張圖表或文件夾。而由於每個醫療場所都使用這些醫療文件，一個病患可能在不同的醫療院所或是單位會留下零散的資料與檢驗結果。為了將這些分散的資料整合，以求能夠方便的統一與更新這些資料，是一種很困難的工作。
並且，根據1999年Institute of Medicine (IOM)的報告，手寫的診療報告與醫令文件、沒有經過統一的醫療詞彙以及潦草的字跡，會導致診療作業的錯誤。該報告也提出，應該快速的導入電子病患紀錄、電子醫令、以及電腦化與網路化的資訊系統，能夠協助診療決策，以減少診療錯誤的機率。

### 個人健康紀錄
個人健康紀錄（Personal health record, PHR）為一種醫療資訊記錄，為病患個人或是非專業醫療人員所持有。而個人健康紀錄的來源包括病患本身的記錄、醫師的記錄、醫院與檢驗室的記錄、法律文件、委託書以及保險文件等等，它的格式可以是紙本、電子媒體、或者兩者兼具。
許多組織如美國健康資訊管理協會（American Health Information Management Association, AHIMA）鼓勵個人持有完整的個人健康記錄，因為一些醫師所無法取得（或難以取得）的個人健康資訊，如病患的運動習慣、飲食偏好、藥草使用、傳統醫療、家中檢測出的血壓與血糖等資料，都能夠由個人健康記錄中取得。而根據AHIMA的資料，40%的美國成人都有保存一部分的個人健康記錄。

### 電子病歷
電子病歷（Electronic medical record, EMR）為病患電子化的病歷文件，其中有以下的文件種類或功能：
- 病患個人資料
- 病史、健康與疾病的檢驗與病程報告
- 藥物使用、過敏與免疫史
- 檢驗檢查排程、取得檢驗檢查報告的功能
- 能顯示X光照片或MRI等醫療影像
- 醫囑功能、並且可以提供病患安全的功能減少診療的副作用
- Evidence-based recommendations for specific medical conditions, termed clinical practice guidelines.
- 約診排程
- 醫療費用的賠償與支付功能
- 可提醒病患繼續未來的看診、檢驗與其他預防性的診療

電子病歷藉由整合以上的文件或功能，使得病患之健康資訊能夠為其他醫院內部資訊系統使用，例如醫療費用支付子系統(模組)、掛號與檢查提醒系統，都需要病患的帳號與地址等資料。並且電子病歷的相關軟體，也需能夠讀取其他資訊系統所產出的病患健康資料，能以電子格式增加新資料。此外，電子病歷必須的存取必須能夠滿足安全性、私密性，文件的保存也需符合法律上的要求。
一般而言，電子病歷多由單一醫療提供者(如醫師)或單位(診所或醫院)所製作與維護，雖然電子病歷的資料也可從其他來源取得(如其他醫院的醫院資訊系統)，但是病患可能也可以利用簡化的存取與更新機制，藉由網路通訊，來擁有部分的電子病歷。

### 連續照護紀錄
連續照護紀錄（Continuity of Care Record, CCR）是一種核心資料集，主要是關於病患時間性的健康照護資料。它主要由開業醫師所製作的健康資訊紀錄，以便讓病患到下一個醫師看診所方便使用。連續健康紀錄主要包括病患的健康狀況的摘要（例如：主訴、使用藥物與過敏紀錄）以及病患保險、預立指示、照護文件與照護計畫建議等，也包括了病患的識別資料與連續健康照護紀錄的目的。連續健康紀錄可由紙張或是電子紀錄、展示與傳送，然而，為了連續健康紀錄的大量使用，電子化的連續健康紀錄應以結構化的電子格式所製作，以便由電子健康記錄系統所交換。因此為了保證電子化的連續健康紀錄的可交換性，XML的標準可利用來製作連續健康紀錄的結構化電子格式。

### 電子健康紀錄
電子健康紀錄（Electronic Health Record, EHR）整合了不同來源的病患健康資訊，其中也包括病患所有的電子病歷，病患的醫療照護者可由不同地點來存取。理想上，電子健康紀錄應該具有持續性即時更新的特性，有許多形容詞來形容電子健康紀錄，例如：互動性、互用性、安全性、即時性與點照護。電子健康紀錄也能夠提供非醫療用途的使用，例如（醫療）品質改善、結果匯報、（醫療）資源管理與公共健康之用。

## 標準
雖然現今還沒有一個完整的電子健康紀錄標準被訂定出來，但是已有許多的健康資訊標準是與電子健康紀錄有關，列示如下：
- ASTM Continuity of Care Record - 為一種根植於XML的個人健康摘要標準，連續健康紀錄可藉由這個標準，由不同的電子病歷或電子健康紀錄系統建立並讀取出來，並且也能夠與其他不同系統間相互運作[7]。
- ANSI X12 (EDI)
- CEN - CONTSYS (EN 13940)
- CEN - EHRcom (EN 13606)
- CEN - HISA (EN 12967)
- DICOM
- HL7
- IHE
- ISO - ISO TC 215
- openEHR

## 標準制定組織
美國現今在美國已經有許多非營利性的組織，試圖對電子健康紀錄制定標準，例如ASTM International、Health Level 7與Healthcare Information and Management Systems Society(HIMSS)等等。而Certification Commission for Healthcare Information Technology (CCHIT)這個私人非營利組織，則是進行電子健康紀錄與醫療資訊的交換，建立評估與認證的標準。
其他國際組織在歐洲，電子健康紀錄標準則是CEN的TC/251。同時ISO的TC215是根據其他標準組織所建立出的標準。CEN/TC 251主要是制定電子健康紀錄系統間的相容與互通性。openEHR基金會則是建立與出版電子健康紀錄的規格，與開放源電子健康紀錄的建置，現今主要為澳洲與部分的歐洲國家所使用。在加拿大，Canada Health Infoway則是主要協助發展與導入個人健康紀錄的重要組織。

## 電子健康紀錄相關議題
2006年，電子健康紀錄與其他醫療資訊技術（health information technology, HIT），例如電腦醫令系統，在美國的導入仍是相當少數。低於10%的美國醫院使用了醫療資訊技術，而僅有16%的主治醫師使用電子健康紀錄。自從1950年代以來，仍有大部分的醫療資訊交換還是使用紙本。健康產業也僅花費收入的2%來投資使用醫療資訊技術，與其他資訊密集的產業（例如金融業）動輒投資約收入的10%相比仍嫌太少。
因此，在電子健康紀錄的使用與投資，主要的障礙與相關議題，為以下幾點：

### 相互操作性
在醫療產業中，相互操作性（interoperability）指的是不同的資訊系統與應用程式軟體間可以相互溝通，可以相互正確地、有效率地與持續性的交換資料，並且交換的資料可以在不同的資訊系統間被使用。
在美國，建立電子健康紀錄的相互操作性，是構成美國國家健康資訊網（National Health Information Network, NHIN）重要核心。

### 過去（紙本）病歷改為電子健康紀錄
1.传统病历是被动的、静态的、孤立的，电子病历是主动的、动态的、关联的传统病历完全不具有电子病历的第二方面功能，即没有主动性和智能，不能关联相关知识。纸病历放在那里，可以被阅读，也可补充新内容，但其内容与内容之间无法建立有机联系，病历内容与患者的实际状态完全脱节，病历内容与其相关知识没有连接， 病历只能完成顺序不变的记载作用。电子病历的革命性不同，在于其储存的信息不再是孤立的、静态的，而是关联的、动态的，不再仅是块状信息，而是知识的集合。新补充的信息会与已存在的所有信息建立必要的联系， 变换结构，根据现有的知识、规律、规则、先例，对患者的状态进行综合分析判断，主动提示相关医生或病人；提出检查、治疗计划等。例如：一个管理肾透析的电子病历系统，可以记载患者的全部相关生理指标及既往全部透析情况等资料，这些资料在进入系统时已经被加工整理，当某位患者完成一次透析治疗后，系统会根据仪器的即刻检测和医生输入的新检查结果，综合既往情况立即提出一套详细的下一阶段治疗计划或相关建议，包括是否需要增加检查项目，是否需要辅助用药，用药的计量等。医生参考系统提供的方案给出自己的方案后，电子病历系统会根据其存储的知识进行判断，如果发现有矛盾或不符合一般规律或违反特殊原则之处则提醒医生。医生可以询问有哪些矛盾，其原理及文献如何。如果医生坚持自己的方案，予以实施，并最终证明方案有效，则电子病历系统将学习这一方案，并作为先例保存。由此例可见传统病历的记录功能在电子病历中只是诸多功能的一个方面。
2.传统病历无法保证数据完整，电子病历则可保证完整、准确、及时获得信息资料。
传统病历的这种缺陷源自诸多方面。
首先，检查、治疗、监护等技术的发展，甚至于包括管理技术的发展都在否定传统病历。按照病案管理的初衷，所有患者相关资料最后都应集中到病案中进行统一保管。X线片最先脱离病案而单独管理，病理切片、涂片更是从来没有归入病案，CT、B超、核磁等各种成象造影检查，围手术监护、透析治疗、康复治疗等等种种检查治疗获得的大量的信息均被保存在病案之外，进入病案的只是简短的报告或是部分简略的影象资料，有的除了医嘱和病程日志外甚至什么具体资料都没有留到病案中，这些信息资料被分散保管在各专业部门或被丢弃。
另一方面，由于传统病历纸介质条件的限制，既便有些资料，如一段多普勒超声录象，希望与病案一同保管，也是不可能的。信息系统投入使用后，医嘱等信息被存入计算机，尽管仍有打印页装订到病案中，但查看纸面信息的人越来越少。综合上述情况，从总趋势上不难看出，通过病案保管的患者信息占患者总信息的比例正在迅速变小，在一个不太久的未来，纸病历必然会失去其存在意义。
其次，交通的发达，使人们的地域观念减弱。医疗体制改革，使患者可以选择多家医院就诊。一个人可以在北京的东城或西城的不同医院看病，也可能在深圳、西安的医院看病。采用纸病历，任何一家医院想全面得到其它医院关于某个病人的病历资料都是十分困难的。这种困难不仅限于形式，不同医院的检查结果、习惯用语、质控标准等，其它医院的医生基本上无从获知。
电子病历可以全面管理各种信息资料。
可以集中管理，也可以分散管理并在理论上收集完整的各种分散管理的资料。例如一位患者做CT检查，他在做检查时，放射科的医生可以即刻看到其影象，主管医生则可以通过电子病历系统在病房同时观看，但此时由于放射科医生尚未给出诊断报告，相关影象资料主要保管在放射科。当诊断做出后，相关资料通过计算机网络自动传入电子病案室永久保存，此时主管医生能体会的只是内容的不同，具体资料位于何处，不需要也不必关心。不同医院的电子病历可以通过网络和必要的协议、标准在医院间完成数据传输交换，医生则可得到全面的资料，同样是不必关心病历的保存位置。
3.传统病历无法得到必要的释义，无法进行知识关联
所谓释义，就是解释含义。对于病案，释义包括两方面内容：
一是不同医院不同医生或工作人员使用的术语或检查仪器记录的信息，其实际含义需要解释，以使不同的人能够正确获知其准确含义。例如一家医院的病案在另一家医院中被阅读时就需要做必要的释义。患者或保险公司人员等非医疗人员阅读病历更需要随时释义。
二是对于由于专业、资力或新进展造成的生疏术语或新概念或新的检查、治疗项目、新药等，需要解释说明理论根据、含义、正常值、适应症等等。释义功能需要借助人工智能技术，特别是知识工程。知识关联对于医学实习生、进修医及低年资医生具有重要意义。知识关联也利于解决由于专科细化造成的病历阅读困难，利于低级别医院的医生共享应用高级别医院的病历资料。这类功能纸病案完全无能为力。
4.传统病历不能保证及时获取、不能共享
除了前述由于病案属于不同医院而造成的取用不便外，同一家医院内部也会由于病案正被借用、尚未归档、丢失等原因造成病历不能及时到位。采用电子病历则可彻底改变这一局面，一位患者的病历不仅可以多人同时获取，而且可以异地，不同医院获取。如果接入无线网，则医生可在任何时候，如在旅途或在会议中，获取病历。

## 導入現況

### 美國
儘管電子醫療記錄伴隨計算機化醫囑錄入系統(Computerized Physician Order Entry, CPOE)已存在30余年，截止2006年具有全面集成系統的醫院仍低於10%。在2008年DesRoches et al.對4484名醫師(反饋率62%)的調查顯示，83%的醫師(16%已經購買但尚未裝配)，80%的初級護理醫師，以及86%的非初級護理醫師並不具備電子健康記錄。2009年國家健康統計中心舉行的對5200名醫師的全國門診醫療護理調查(反饋率70%)顯示51.7%辦公室工作的醫師並未使用任何EMR或EHR系統。

### 臺灣
根據中華民國行政院衛生署於2005年台灣醫療院所使用電子病歷的調查（醫院部分普查538家，診所部分抽查4033家），臺灣的醫院使用電子病歷的情況相當普及。儘管臺灣醫療院所間交換電子病歷的案例仍相當少，主要仍是實驗性或是部份性的電子病歷交換，而且醫療健康紀錄尚未完全電子化，電子健康紀錄的推廣，是臺灣公共衛生政策的重要的一環。

## 附註
1. ↑  Waegemann, C. Peter.  (PDF). Medical Record Institute. 2002. （原始内容 (PDF)存档于2007年1月1日）.
2. ↑  Institute of Medicine. . The National Academies Press. 1999  [2006-06-20].[]
3. ↑  Institute of Medicine. . The National Academies Press. 2001  [2006-06-29]. （原始内容存档于2007-06-26）.
4. ↑  American Health Information Management Association: Personal Health Record （页面存档备份，存于） Retrieved 13 August 2006]
5. ↑  ASTM International E2369-05 Standard Specification for Continuity of Care Record (CCR)[]
6. ↑  Healthcare Information and Management Systems Society (2003): EHR Definition, Attributes and Essential RequirementsPDF（152 KiB） Retrieved July 28, 2006
7. ↑  Nainil C. Chheda, MS.  (PDF). Application of Information Technology and Economics. November 2005  [2006-07-25]. （原始内容 (PDF)存档于2007年9月29日）.
8. ↑  Certification Commission for Healthcare Information Technology: website （页面存档备份，存于） Retrieved July 29, 2006
9. ↑  Canada Health Infoway: Website （页面存档备份，存于） Retrieved 21 August 2006
10. ↑  DJ Ringold, JP Santell, and PJ Schneider. . American Journal of Health-System Pharmacy. 2000, 57 (19): 1759–75  [2006-08-04]. （原始内容存档于2007-09-28）.
11. ↑  Johnston, Doughlas, et al. "The Value of Computerize Provider Order Entry in Ambulatory Settings: Executive Preview." WEllesley, MA: Center for Information Technology Leadership, 2003
12. ↑  Raymond, B. and C. Dold. "Clinical Information Systems: Achieving the Vision. Prepared for the Meeting "The Benefits of Clinical Information Systems" Sponsored by the Kaiser Permanent Institute for Health Policy, 2001.
13. ↑  Adapted from the IEEE definition of interoperability, and legal definitions used by the FCC (47 CFR 51.3), in statutes regarding copyright protection (17 USC 1201), and e-government services (44 USC 3601).
14. ↑  Centers for Medicare and Medicaid Services: Strategic Action Plan （页面存档备份，存于）
15. ↑  行政院衛生署。行政院衛生署九十四年度醫療院所病歷電子化現況調查。2005。
16. ↑  行政院衛生署。網路健康服務推動計畫九十四年度計畫。2004。

## 外部連結
- CEN TC/251 home page
- HL7's EHR Technical Committee's home page （页面存档备份，存于）
- EHR HIMSS 關於電子病歷的介紹
- openEHR Foundation home page （页面存档备份，存于）
- Canada Health Infoway home page （页面存档备份，存于）
- GPLMedicine （页面存档备份，存于）
- Electronic Medical Records
- open source EHR system from Harvard
- HealthDecisions IT News - a complete source of Healthcare IT news and events, with thorough references and updates on Electronic Health Records